# Thief (серия игр)
Thief (с англ. — «Вор») — серия компьютерных игр в жанре стелс-экшена.
Студия Looking Glass разработала как The Dark Project, так и The Metal Age. После отхода студии от дел в 2000 году многие разработчики перешли в Ion Storm Austin и начали разработку третьей части серии, Deadly Shadows, которая создана уже на другом трёхмерном графическом движке.
На данный момент выпущены официальные локализации Thief II и Thief III от компании «Новый Диск». В настоящий момент в странах СНГ игры серии представлены неавторизованными выпущенными версиями и любительскими переводами, также «Новый Диск» выпустил ограниченным тиражом вторую часть серии. В мире существует фанатское сообщество поклонников игры, создавшее достаточно большое количество модификаций к ней.

## Игровой процесс
Игрок управляет персонажем по имени Гарретт (англ. Garrett) — профессиональным вором. Действие игр происходит в стимпанк-мире, напоминающем одновременно позднее Средневековье и викторианскую эпоху; кроме того, присутствуют элементы фэнтези (магия, фантастические существа) и техно (необычные электрические и механические устройства).
Серия Thief отличается от других игр индустрии особенной манерой движений персонажа со многими степенями свободы. Так, во второй части игрок имел пять скоростей передвижения персонажа (в отличие от двух или, максимум, трёх в подавляющем большинстве компьютерных игр), а его стиль напрямую влиял на слышимость каждого шага.

## Игровой мир
Действие всех игр серии Thief происходит в крупном городе, название которого в игре не упоминается. В нём есть своё руководство, охраной порядка занимается городская стража, население города делится на классы: вельможи, аристократы, малоимущие, нищие, есть свои бандитские группировки, в которых Гарретт признан большим авторитетом. Также в Городе действуют различные группы, разделяемые по интересам:
- Хаммериты/Молоты (англ. Hammerites, от англ. hammer — молот) — религиозный орден, члены которого являются приверженцами культа, в основе которого лежит поклонение богу Строителю, покровителю камня и искусства его обработки, а также чёрной металлургии и кузнечного дела; целями ордена являются изгнание нежити, прославление своего божества и борьба с другими группировками (особенно Язычниками) за влияние в Городе; в бою Хаммериты используют молоты; молот также является их символом.
- Механисты (англ. Mechanists, также переводится как «механики») — религиозный орден, целиком основанный на ордене Хаммеритов, практически полностью вытеснивший его во второй части игры. Признают основным строительным и конструкционным материалом металл; поклоняются всё тому же Строителю, (в других переводах игры — Создателю), но, по их учению, покровительствующему механизмам, технологиям машиностроения, чтят прилежание в учёбе. В отличие от Хаммеритов, достигли высот развития инженерной мысли. В бою используют стальные булавы с наконечником в виде шестерни — их символа, широко используют роботов-охранников и охранные механизмы. Существование нежити и магии не признают (несмотря на факт обратного), так как ко времени их подъёма проявления последних были практически полностью изгнаны из обжитых мест. Как и Хаммериты, люто ненавидят Язычников, но и сами вызывают недовольство у Хаммеритов, которые проклинают их как еретиков. После разрушения главного собора механистов Соулфордж и гибели их лидера Карраса, орден был расформирован, а его деятельность официально запрещена.
- Язычники (англ. Pagans) — люди, поклоняющиеся природе и живущие в мире с первозданным природным хаосом, в который они стремятся погрузить мир; поклоняются богу Трикстеру (англ. Trickster, Обманщик, или Лукавый); ненавидят технический прогресс и полагаются на магию, с помощью которой они способны как выращивать различные растения, так и призывать древесных существ себе в помощь и всячески помогать союзникам в бою; обитают в пригородах, канализациях, пещерах, заброшенных домах, парках, где активно выращивают растения, озеленяя «серый бездушный городской пейзаж». Заклятые враги Хаммеритов.
- Хранители (англ. Keepers) — тайный орден, контролирующий жизнь Города и следящий за соблюдением в нём равновесия сил. Хранители также собирают различные знания, для получения которых не гнушаются и обычным воровством. Единственная в игре группировка, использующая магические знаки (Глифы). В детстве Гаррет был подобран и воспитан Хранителями, и благодаря им развил свои уникальные способности, сделавшие его ма́стерским вором (англ. master thief). На службе у Хранителей стоят мощные убийцы-телепаты (Исполнители (англ. Enforcers)), которых они используют в Городе только в крайнем случае.
- Куршоки (англ. Kurshok) — воинственная раса древних существ, внешне сходных с амфибиями, благодаря их жабрам. Считается, что они потомки тех Язычников, которые возгордились и тем самым впали в опалу Трикстера и были низвержены под землю. В большинстве событий выступают нейтрально по отношению к другим, лишь защищаясь.
- Маги (англ. Mages) — древний орден неизвестного происхождения, именуемый «Братство Руки». Обладая обширными знаниями в области классической магии элементов, маги занимаются исследованиями в комплексе огромных башен вдали от Города. Их интересы редко пересекаются с интересами других группировок; маги предпочитают уединение и всецело посвящают себя познанию природы материй. Нейтральные к обитателям Города, они тем не менее могут обрушить всю силу своего могущества на чужака, нарушившего их покой.
- Пробуждённые (орден Пробуждённых) (англ. The Awakened) — группа городской знати, возглавляемая бароном Норткрестом, пытавшаяся применить силу камня Примали, чтобы совершить промышленную революцию.
- Озарённые (орден Озарённых) (англ. The Graven) — полурелигиозное военизированное объединение беднейших граждан Города во главе с Орионом (сводным братом барона Норкреста). Адептов ордена объединяют протестные настроения, вызванные ухудшением условий жизни, виновником которого они считают орден Пробуждённых во главе с бароном Норткрестом и его промышленную революцию. Поэтому главная цель, которую преследуют Озарённые — отстранение от власти действующего барона, для чего ими было организовано успешное вооружённое восстание.

## Игры серии
| Название                   | Год  | Платформы                              |
| -------------------------- | ---- | -------------------------------------- |
| Thief: The Dark Project    | 1998 | Win                                    |
| Thief II: The Metal Age    | 2000 | Win                                    |
| Thief: Deadly Shadows      | 2004 | Win, Xbox, Мобильный телефон[уточнить] |
| Thief                      | 2014 | Win , PS4, PS3, XOne, X360.            |
| Thief VR: Legacy of Shadow | 2025 | Steam VR, Quest, PlayStation VR2       |

Thief Gold является расширенной версией Thief: The Dark Project, включающей в себя четыре дополнительных уровня и переработанные оригинальные уровни; также в ней были исправлены некоторые баги оригинальной игры. Thief II Gold должна была стать расширенной версией Thief II: The Metal Age, однако Looking Glass Studios была закрыта до того, как проект был завершен.

## Фильм
В марте 2016 компания Straight Up Films объявила о приобретении прав на экранизацию Thief и начале работы над фильмом. Продюсированием занялись Рой Ли и Адриан Аскариа.
В 2015 году Адриан Аскариа, продюсер фильма «Хитмэн», заявил, что надеется на создание общей вселенной фильмов по мотивам игр Just Cause, Hitman, Tomb Raider, Deus Ex и Thief, но при этом отметил, что у него нет прав на серию Tomb Raider. В мае 2017 года журналисты Game Central высказали предположение, что создание общей вселенной маловероятно, подчеркнув, что не было достигнуто никакого прогресса в работе над фильмами по Just Cause, Deus Ex и Thief.